# بامبامارکا
بامبامارکا (به اسپانیایی: Bambamarca) یک شهرک در پرو است که در استان اوئالگایوک واقع شده‌است.